# HMS Urchin (R99)
«Арчін» (англ. HMS Urchin (R99) — військовий корабель, ескадрений міноносець типу «U» Королівського військово-морського флоту Великої Британії часів Другої світової та Холодної воєн.
Ескадрений міноносець «Арчін» закладений 18 червня 1942 року на верфі компанії Vickers-Armstrongs у Барроу-ін-Фернесі. 19 травня 1943 року він був спущений на воду, а 18 січня 1944 року увійшов до складу Королівських ВМС Великої Британії. Есмінець брав участь у бойових діях на морі в Другій світовій війні діяв на Середземному морі, забезпечував висадку союзників в Анціо в Італії та в Нормандії, бився на Тихому океані. За проявлену мужність та стійкість у боях бойовий корабель заохочений п'ятьма бойовими відзнаками.

## Бойовий шлях

### 1944
На початку січня 1944 року «Арчін» разом з крейсерами «Оріон» та «Спартан», лідером есмінців «Інглефілд» та есмінцями «Джервіс», «Джейнес», «Лафорей», «Лоял», «Тенашіос», «Кемпенфельт» здійснював артилерійську підтримку підрозділів 1-ї британської піхотної дивізії, що висадилась на італійський берег поблизу Анціо.
30 травня 1944 року есмінець включений до складу ударної групи сил вторгнення «E» під прапором контр-адмірала Ф.Далрімпл-Гамільтона, що діяла за планом операції «Нептун». 3 червня 1944 року вийшов з Клайду з крейсерами «Дайадем» і «Белфаст» та есмінцем «Ольстер» на прикриття висадки морського десанту на плацдарм «Джуно». З метою підтримки союзних військ на узбережжі Нормандії патрулював підступи до зони вторгнення.

### 1945
24 січня 1945 року британці провели черговий наліт у ході операції «Меридіан» на об'єкти нафтової промисловості в Палембанг.
З 6 липня до другої половини серпня 1945 року британська 37-ма оперативна група діяла біля берегів Японії, завдаючи удари по найважливіших об'єктах. Так, 17 липня кораблі та авіація союзників атакували цілі в Токіо та Йокогамі.

### Післявоєнний період
Після завершення війни на Тихому океані, «Арчін» перебував у складі флотилії британського Тихоокеанського флоту, що базувався в Гонконгу до 1946 року. По прибутті до Великої Британії корабель спочатку був у Гаріджі, де був виведений до резерву до 1952 року, потім його перевели до Чатема. Незабаром есмінець відібрали для модернізації у протичовновий фрегат типу 15 та відбуксирували до Клайда. У червні 1954 року модифікація завершилася, «Арчін» увійшов до 3-ї навчальної ескадри, в якій прослужив два роки, перш ніж повернутися в резерв. У 1959 році після відновлення в Девонпорті корабель був перетворений для використання в ролі навчально-тренувального корабля для курсантів у Дартмуті і в серпні того ж року увійшов до Дартмутської навчальної ескадри флоту. У 1964 році списаний на брухт, у серпні 1967 року розібраний у Труні.